# Jason Bay
Jason Raymond Bay, mais conhecido como Jason Bay (Trail, Colúmbia Britânica, 20 de setembro de 1978), é um jogador de beisebol canadense que atua na MLB.

## Biografia
Ainda no time infantil de sua cidade-natal, Bay alcançou a Série Mundial das Ligas Infantis em 1990. Foi recrutado na 22.ª rodada do recrutamento de 2000 pelo Montreal Expos e dois anos depois foi trocado para o New York Mets por Lou Collier. Naquele mesmo ano os Mets mandaram-no para o San Diego Padres em troca de Jason Middlebrook, troca esta considerada ruim pelo jornal New York Daily News. Ele estreou nas grandes ligas em 23 de maio de 2003, pelos Padres, conseguindo sua primeira rebatida válida na nona entrada, um home run. Dois dias depois foi acertado por um arremesso e quebrou o pulso.
Ele só voltaria a jogar em 27 de agosto, já por um novo time, pois no dia anterior fora trocado, juntamente com Óliver Perez e Cory Stewart, para o Pittsburgh Pirates, em troca de Brian Giles. Em 19 de setembro impulsionou oito corridas em uma partida contra o Chicago Cubs, o maior total de um jogador dos Bucs desde que Ralph Kiner também marcara oito em 25 de junho de 1950. No ano seguinte começou fora do time por causa de uma cirurgia durante as férias, mas, apesar disso, conquistou o prêmio de novato do ano pela Liga Nacional, tornando-se o primeiro jogador dos Pirates a alcançar o feito e também o primeiro ex-finalista da Série Mundial das Ligas Infantis. Em 2006 foi titular do Jogo das Estrelas da MLB, disputado no PNC Park, em Pittsburgh, com a ajuda de Eddie Vedder, vocalista da banda de rock Pearl Jam, que, em um concerto na cidade clamou que se votasse no astro local.
Em 2008 foi para o Boston Red Sox, em uma troca que envolveu também o Los Angeles Dodgers. De acordo com Neal Huntington, gerente geral dos Pirates, a troca foi sugerida a apenas dez minutos do prazo limite para trocas naquela temporada, e debateu-se intensamente se ele deveria ser trocado ou não, com argumentos a favor da troca (seu péssimo ano em 2007) e contra (esperar até o final da temporada para trocá-lo poderia render um pacote melhor em troca, como os Rockies receberiam por Matt Holliday, um jogador similar). Já em seu primeiro jogo com o novo uniforme marcou a corrida da vitória na 12.ª entrada. Ao final da temporada seguinte, seu contrato encerrou-se, e em 29 de dezembro de 2009 assinou um contrato de 66 milhões de dólares por quatro anos com os Mets. A princípio imaginou-se que Nova York seria sua segunda opção (a primeira seria renovar com os Sox), mas ele foi enfático ao ser apresentado: "Estou aqui, e eu não estaria aqui se não quisesse ou se não estivesse feliz."

## Estatísticas
- Runs: 625;
- Home Runs: 191;
- Strikeouts: 972;
- Porcentagem em bases: 37,5%